# Мусатов, Валентин Николаевич
Валентин Николаевич Мусатов (1 ноября 1908, Котельниковская, область Войска Донского — 26 августа 1982, Бобруйск, Могилёвская область) — Гвардии полковник Советской Армии, участник Великой Отечественной войны, Герой Советского Союза (1945).

## Биография
Валентин Мусатов родился 1 ноября 1908 года в посёлке Котельниковский (ныне — г. Котельниково, Волгоградская область). После окончания рабфака работал на Тбилисской табачной фабрике. В 1931 году был призван на службу в Рабоче-крестьянскую Красную Армию. В 1932 году окончил Орловское танковое училище. Участвовал в боях на озере Хасан. С 1941 года — на фронтах Великой Отечественной войны.
К 1945 году подполковник Валентин Мусатов командовал 6-м отдельным мотоциклетным полком 1-й гвардейской танковой армии 2-го Белорусского фронта. Отличился во время Восточно-Померанской операции. Только за одну ночь наступления полк Мусатова с боями прошёл 80 километров и перерезал шоссе между городами Слупск и Леба, навёл переправы через реки Лупава и Лебски.
Указом Президиума Верховного Совета СССР от 29 июня 1945 года подполковник Валентин Мусатов был удостоен высокого звания Героя Советского Союза с вручением ордена Ленина и медали «Золотая Звезда».
После окончания войны Мусатов продолжил службу в Советской Армии. В 1947 году он окончил курсы при Военной академии бронетанковых и механизированных войск. В 1960 году в звании полковника Мусатов был уволен в запас. Проживал и работал в Бобруйске. Скончался 26 августа 1982 года.
Был также награждён четырьмя орденами Красного Знамени и двумя орденами Красной Звезды, рядом медалей.

## Награды
- Медаль «Золотая Звезда» (29.06.1945)[1]
- Орден Ленина (29.06.1945)[1]
- Орден Красного Знамени (04.02.1944)[1]
- Орден Красного Знамени (09.11.1944)[1]
- Орден Красного Знамени (30.06.1945)[1]
- Орден Красного Знамени (19.11.1951)[1]
- Орден Красной Звезды (07.12.1942)[1]
- Орден Красной Звезды (05.11.1946)[1]
- Медаль За боевые заслуги (03.11.1944)[1]
- Медаль За оборону Москвы (01.05.1944)[1]
- Медаль За освобождение Варшавы (09.06.1945)[1]
- Медаль За взятие Берлина (09.06.1945)[1]
- Медаль За победу над Германией в Великой Отечественной войне 1941—1945 гг. (09.05.1945)[1]